# Lư Huề
Lư Huề (giản thể: 卢携; phồn thể: 盧攜, ? - 8 tháng 1 năm 881), tên tự Tử Thăng (子升), là một quan lại triều Đường, đã hai lần giữ chức Đồng bình chương sự dưới triều đại của Đường Hi Tông. Các sử gia truyền thống đổ lỗi việc ông đặt tin tưởng nhầm vào tài năng của tướng Cao Biền trong việc trấn áp loạn Hoàng Sào là nguyên nhân khiến Trường An thất thủ cùng sự sụp đổ sau này của đế chế.

## Thân thế
Gia đình ông xưng là người Phạm Dương, song đến đời Lư Huề thì định cư tại Trịnh Châu, Tổ phụ của ông là Lư Tổn (盧損)- không được liệt kê giữ chức quan nào trong Tể tướng thế hệ biểu của Tân Đường thư, mặc dù phần liệt truyện viết về ông trong Cựu Đường thư thì ghi phụ thân ông là Lư Cầu (盧求) từng đỗ Tiến sĩ, từng làm quan ở các địa phương, cuối cùng giữ chức quận thủ, song phần tể tướng thế hệ biểu thì không đề cập đến chức quan nào.

## Khởi đầu sự nghiệp
Lư Huề đỗ Tiến sĩ vào năm 853, dưới triều đại của Đường Tuyên Tông. Sau đó, ông trở thành Tập hiền hiệu lý, rồi đi làm quan ở địa phương. Đến giữa những năm Hàm Thông (860-874) thời Đường Ý Tông, được triệu hồi về Trường An giữ chức Hữu thập di, Điện trung Thị ngự sử. Kế tiếp ông được thuyên chuyển sang Thượng thư tỉnh, giữ chức Huyện lệnh Trường An, rồi thứ sử Trịnh Châu. Sau này, Lư Huề lại được triệu hồi về Trường An để giữ chức Gián nghị đại phu. Đầu những năm Càn Phù thời Đường Hy Tông, Lư Huề được bổ nhiệm là Hàn lâm học sĩ, Trung thư xá nhân. Đến cuối những năm Càn Phù, ông được thăng chức thị lang bộ Hộ, Hàn lâm học sĩ thừa chỉ.
Năm 874, Lư Huề thượng biểu cho Đường Hi Tông thỉnh rằng bách tính khắp nơi phải chịu cảnh sưu thuế nặng nề, đặc biệt là trong bối cảnh xảy ra nạn đói do hạn hán ở phần trung tâm của đế chế, và chủ trương bãi miễn các loại thuế và tiếp tục xuất lương thực từ kho lương để cứu tế. Đường Hi Tông khen ngợi Lư Huề và hạ lệnh thực hiện các kiến nghị của ông, song trên thực tế không có hành động nào diễn ra trên thực tế.

## Nắm quyền lần thứ nhất
Vào mùa đông năm 874, Lư Huề cùng anh em họ là Trịnh Điền được bổ nhiệm giữ chức Đồng bình chương sự, trở thành Tể tướng trên thực tế. Tuy nhiên, mặc dù có quan hệ họ hàng, Lư Huề và Trịnh Điền thường chính kiến bất đồng. Năm 877, khi quân triều đình đang phải dành nhiều sức lực để trấn áp cuộc khởi nghĩa của Hoàng Sào, Lư Huề cùng Vương Đạc và Trịnh Điền xảy ra mâu thuẫn về việc có nên để tướng Trương Tự Miễn (張自勉) nằm dưới quyền của Tống Uy (宋威) hay không; trong đó Vương Đạc và Lư Huề ủng hộ còn Trịnh Điền thì phản đối, biện luận Tống Uy có thể tìm cách xử tử Trương Tự Miễn vì hai người này đang kình địch nhau. Vương Đạc và Lư Huề thượng biểu xin được bãi miễn chức vị, còn Trịnh Điền thượng biểu được về Xuyên dưỡng bệnh, Đường Hy Tông đều không cho phép. Sau khi Vương Đạc trở thành Nam diện hành doanh Chiêu thảo Đô thống, Lư Huề cũng không hài lòng trước diễn biến này, và ông phản đối đề xuất sau đó của Chiết Đông quan sát sứ Thôi Cầu (崔璆) với nội dung là bổ nhiệm Hoàng Sào làm Lĩnh Nam Đông đạo tiết độ sứ nhằm chiêu dụ Hoàng Sào. Thay vào đó, Hoàng Sào chỉ được triều đình trao cho một chức quan cấp thấp, điều này càng khiến Hoàng Sào bực tức và giữa hai bên sau đó không còn có hòa đàm.
Năm 878, Lư Huề và Trịnh Điền lại tham gia vào một cuộc tranh chấp khác, lần này là việc có nên gả một công chúa hoàng tộc Đường cho hoàng đế Nam Chiếu Long Thuấn để "hòa thân" hay không. Đề xuất này do Tây Xuyên tiết độ sứ Cao Biền đưa ra, Cao Biền và Lư Huề vốn có mối quan hệ thân thiết. Lư Huề ủng hộ đề xuất, còn Trịnh Điền thì phản đối, hai bên tranh luận kịch liệt đến độ Lư Huề ném một nghiên mực xuống đất, làm nó bị vỡ. Khi Đường Hi Tông hay tin thì nói: Đại thần mắng nhiếc lẫn nhau, sao có thể làm gương cho tứ hải? Do vậy, cả Trịnh Điền và Lư Huề đều bị bãi chức Đồng bình chương sự, giáng làm Thái tử Tân khách và phái đến đông đô Lạc Dương thay thế họ là Đậu Lô Triện và Thôi Hàng.

## Giữa hai nhiệm kỳ
Lô Huề nhanh chóng được triệu về kinh thành nhậm chức thượng thư bộ Binh. Đến tháng 12 ÂL năm 879, tiết độ sứ Hoài Nam Cao Biền sai Trương Lân (張璘) đi đánh Hoàng Sào, kết quả liên tiếp thắng lợi. Lư Huề từng tiến cử Cao Biền giữ chức Đô thống, nhân cơ hội này lại được tin dùng. Lô Huề do đó được bổ nhiệm là Môn hạ Thị lang, và một lẫn nữa giữ chức Đồng bình chương sự.

## Nắm quyền lần thứ hai
Lư Huề thay thế nhiều tướng lĩnh mà Vương Đạc (bị bãi chức sau thất bại trước Hoàng Sào vào năm 879) và Trịnh Điền đã bổ nhiệm ở các quân khác nhau nhằm chống lại Hoàng Sào. Theo ý của Lư Huề, Đường Hi Tông bổ nhiệm Cao Biền là Chư đạo hành doanh Binh mã Đô thống. Cao Biền tập hợp 7 vạn quân, và khi đó triều đình Đường tin chắc rằng Cao Biền có thể tiệt trừ cuộc khởi nghĩa của Hoàng Sào, song cũng có một vài quan lại tỏ ý e dè. Do có quan hệ thân thiết với Cao Biền và Tả Thần Sách trung úy Điền Lệnh Tư, Lư Huề có thể kiểm soát việc triều chính.
Vào mùa hè năm 880, Lư Huề bị đột quỵ và không thể đi lại. Sau đó, ông phục hồi và có thể yết cáo Đường Hi Tông, Đường Hi Tông miễn lễ cho Lư Huề. Mặc dù bị bệnh, song do có quan hệ với Điền Lệnh Tư và Cao Biền, Lư Huề tiếp tục là một nhân vật hàng đầu trong triều đình Đường. Tuy nhiên, do bệnh tình khiến ông không thể tập trung vào việc xử lý quốc sự, thân lại là Dương Ôn (楊溫) và Lý Tu (李修) đã ra nhiều quyết định thay cho ông, song hai người này công khai nhận hối lộ. Đậu Lô Triện cũng không thực sự có tài, vì thế người này làm theo các quyết định của Lư Huề. Trong khi đó, Đường Hy Tông không còn tiếp tục hoàn toàn ủng hộ "hòa thân" với Nam Chiếu, và theo đề xuất của Lư Huề và Đậu Lô Triện, Hi Tông phái Tào vương Lý Quy Niên (李龜年) và Từ Vân Kiền (徐雲虔) đi sứ sang Nam Chiếu tiếp tục đàm phán, ngăn chặn khả năng Nam Chiếu tiến công.
Tuy nhiên, vào lúc đó, Hoàng Sào đánh bại và giết chết Trương Lân, Cao Biền lo sợ nên không còn muốn giao chiến với Hoàng Sào, Hoàng Sào rộng đường tiến về phía bắc, hướng đến Lạc Dương và Trường An. Lô Huề liên tục nhận được tin xấu, không biết phải phản ứng thế nào, chỉ còn cách xưng bệnh không ra khỏi phủ. Khi Hoàng Sào chiếm được Đồng Quan vào khoảng tết năm 881 và tiến gần đến Trường An, Điền Lệnh Tư đã quy tội cho Lư Huề, Lư Huề lại bị giáng làm Thái tử Tân khách; Vương Huy (王徽) và Bùi Triệt (裴澈) thay thế vị trí của Lư Huề. Đêm hôm đó, Lư Huề uống rượu độc tự sát. Khi Đường Hi Tông chạy trốn và Hoàng Sào chiếm được Trường An, Hoàng Sào đã cho đào quan tài của Lư Huề lên rồi xé xác phanh thây tại thành.